# Monumento Círculo

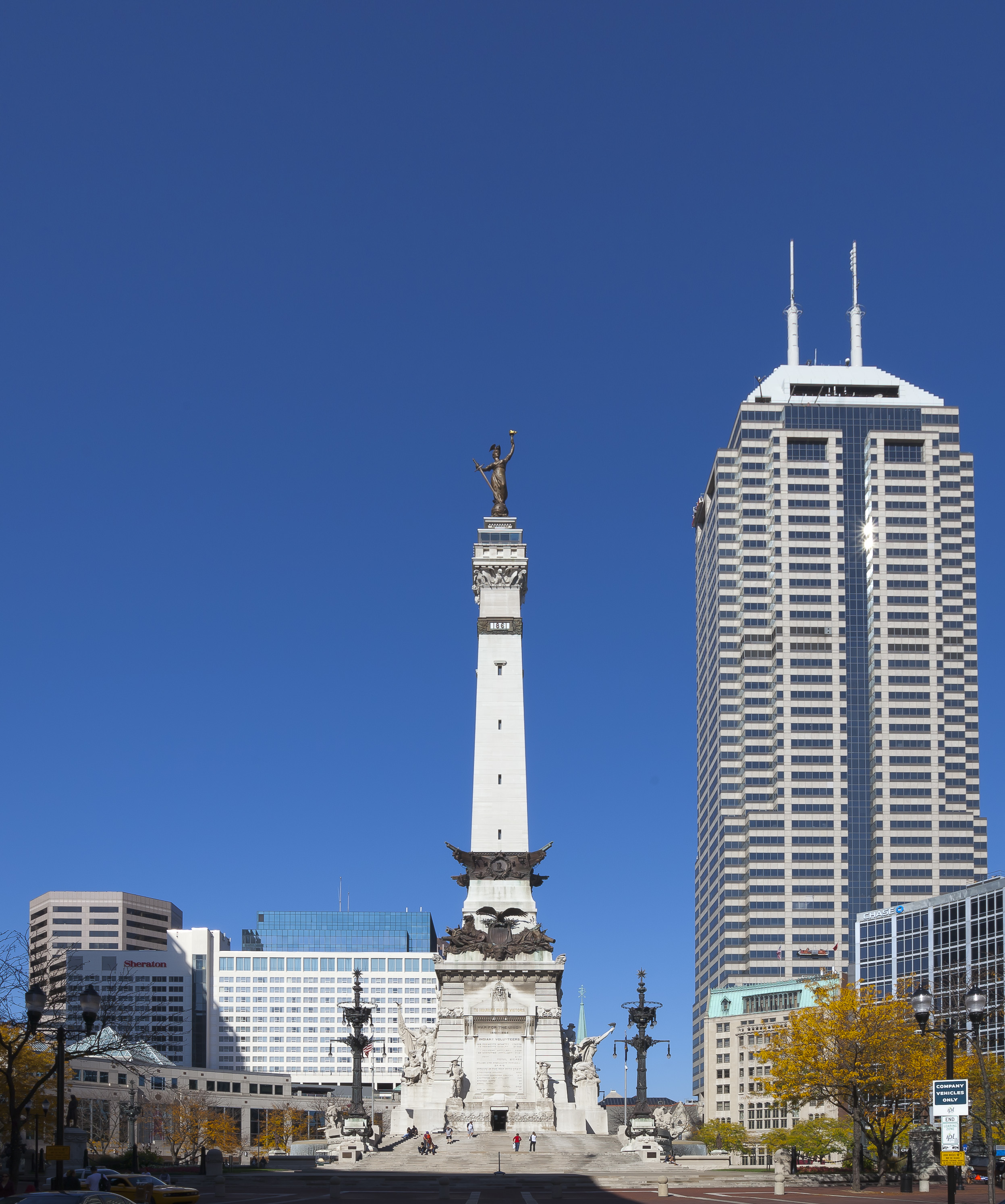
El Monumento a los Soldados y Marineros en 2012.

El Monumento a los Soldados y Marineros es un monumento de piedra caliza oolítica y bronce neoclásico de 86,56 metros de alto situado en el centro de Indianápolis, Indiana (y Marion County, Indiana). Fue erigido en honor a los Hoosiers que eran los veteranos de la Revolución Americana, conflictos territoriales que condujeron parcialmente a la guerra de 1812, la intervención estadounidense en México, y la guerra civil americana. Fue diseñado por el arquitecto alemán Bruno Schmitz, y se terminó en 1901. Además de los exteriores y fuentes, el sótano del monumentos es un museo de la historia de Indiana durante la guerra civil americana.
El museo se encuentra dentro del "Monumento Círculo". 